# Troglohyphantes sbordonii
Troglohyphantes sbordonii là một loài nhện trong họ Linyphiidae.
Loài này thuộc chi Troglohyphantes. Troglohyphantes sbordonii được Paolo Marcello Brignoli miêu tả năm 1975.